# ЗИМ (ГАЗ-12)
ЗИМ (до 1957 года), ГАЗ-12 — шестиместный и шестиоконный длинный седан большого и представительского класса, серийно производившийся на Горьковском автомобильном заводе (Завод имени Молотова) с 1949 по 1959 год (некоторые модификации — по 1960 год).
«ЗИМ» — первая представительская модель Горьковского автозавода и последняя массовая модель данного (большого) класса, которая не была ограничена в своём применении. ГАЗ-12 использовался для службы в таксомоторных парках и в качестве служебного автомобиля, предназначенного для партийной и правительственной номенклатуры среднего, но не высшего (им полагался автомобиль ЗИС-101 или ЗИС-110) уровня. В отдельных случаях продавался и в личное пользование. Всего с 1949 по 1959 год было выпущено 21 527 экземпляров ЗИМ / ГАЗ-12 всех модификаций. В 1959 году на смену пришла модель «Чайка» ГАЗ-13.

## Разработка
Выше автомобилей ЗИМ («Завод имени Молотова») по субординации были только автомобили ЗИС («Завода имени Сталина»). Однако, это не мешало «молотовцам» из Горького в их негласном соперничестве со «сталинцами» из Москвы всегда создавать более смелые и передовые конструкции. В частности, на ЗИМе впервые в советской практике была применена гидромеханическая трансмиссия, обеспечивающая плавный разгон с места и удобство управления передачами. Разработка начата в 1948 году и велась в сжатые сроки, поскольку отпущено было всего 29 месяцев. Конструктор — Андрей Липгарт, ответственный художник-конструктор Лев Еремеев — будущий автор внешности М-21 «Победа-II», «Волги» ГАЗ-21, ЗИЛ-111 и «Чайки» ГАЗ-13.

### Технические особенности проекта

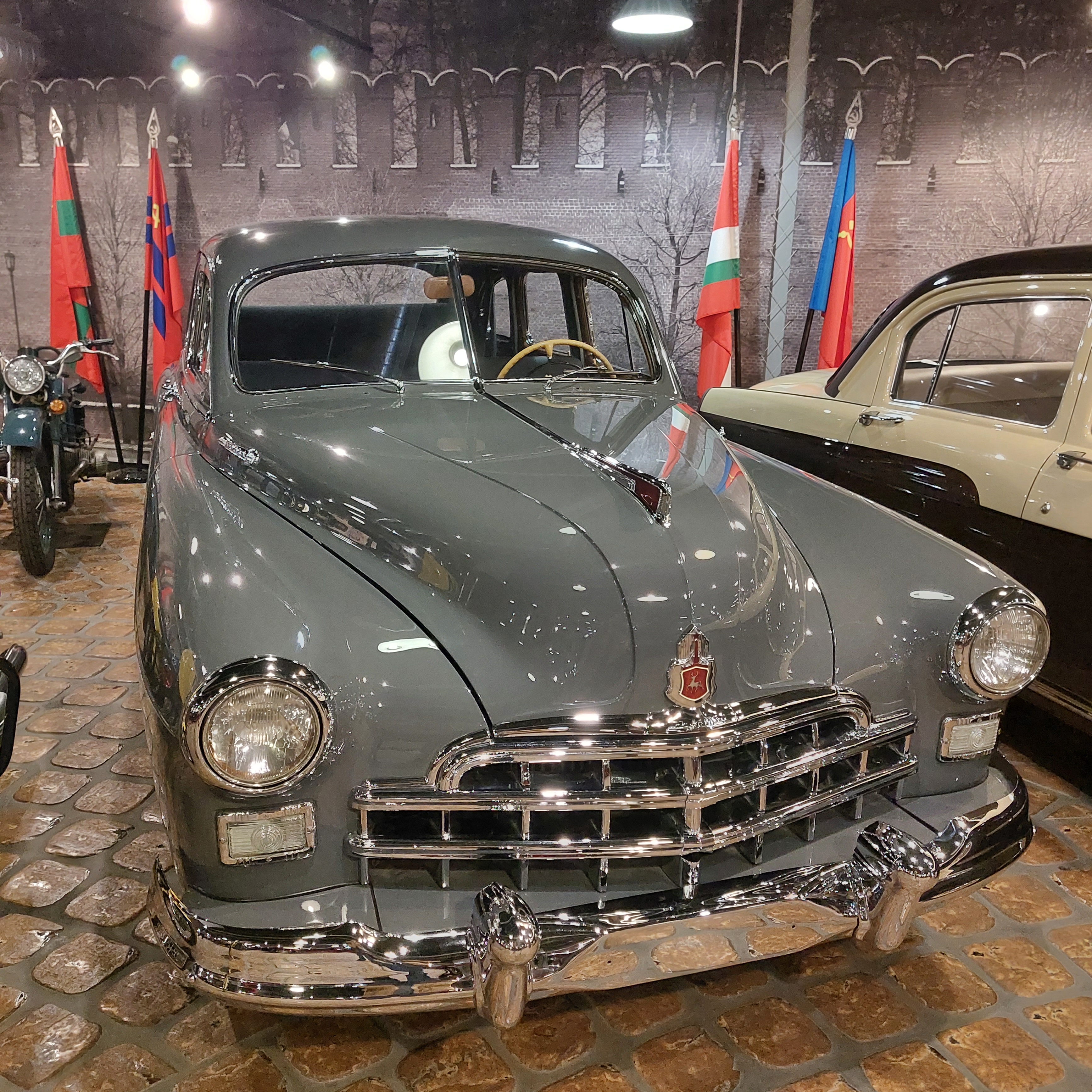
ГАЗ-12 «ЗиМ»

В практике мирового автомобилестроения ЗИМ стал первым автомобилем, который имел несущий кузов с тремя рядами сидений. До этого автомобили с такой длинной колёсной базой имели только рамную конструкцию. Лишь в передней части кузова ЗИМ имелась короткая отъёмная подмоторная рама (подрамник), прикреплённая к кузову болтами. Горьковские конструкторы тем не менее первыми в мире создали легковой автомобиль такой длины с несущим кузовом.
Главная причина выбора безрамного кузова заключалась в ограничении максимальной массы автомобиля в силу недостаточных резервов мощности имеющегося шестицилиндрового двигателя ГАЗ-11 в условиях дефицита качественного бензина из-за послевоенной разрухи. Так как ЗИМ был предназначен для использования в представительских целях и в качестве такси, уровень крыши был значительно выше, чем на обычных легковых автомобилях тех лет — это позволило создать очень просторный по высоте салон и обеспечить свободную посадку пассажиров.
Второй важной особенностью автомобиля была высочайшая (в целом до 50 %) степень унификации по агрегатам с уже освоенными в массовом производстве и перспективными моделями завода — легковой «Победой», грузовым ГАЗ-51, проектировавшимся в те же годы ГАЗ-69 и другими. Двигатель представлял собой модернизированную версию ГАЗ-11 рабочим объёмом 3,5 литра. Мощность за счёт алюминиевой головки цилиндров, повышения степени сжатия, отсутствия ограничителя оборотов, нового впускного трубопровода и двухкамерного карбюратора удалось поднять до 90 л. с., что по тем временам было отличным результатом.
Коробка передач ЗИМа с управлением подрулевым рычагом одновременно с его постановкой в производство стала устанавливаться и на серийные «Победы», впоследствии её модификации использовались на очень многих советских автомобилях. Передняя подвеска в целом повторяла по конструкции «Победу» М-20 и была унифицирована с ней по целому ряду частей.

### Ходовые прототипы
Ярким свидетельством творческих исканий конструкторского и дизайнерского коллектива завода являются прототипы автомобиля. Первым макетом («мулом», носителем агрегатов) для М-12 стала «Победа», в кузов которой была добавлена полуметровая вставка, позволившая довести колёсную базу до требуемой длины (3 200 мм) и провести натурные испытания полученного кузова на прочность. Этот приём позволил значительно сократить объём сложных расчётов при проектировании несущей структуры кузова ЗИМа — а, следовательно, сократить и время проектирования, а также работу технологов и производственников по внедрению нового автомобиля в производство, в ходе которого стало возможным использовать проверенные и хорошо освоенные технологические решения, уже использовавшиеся при производстве кузовов серийных «Побед».
В 1949 году появилось несколько вариантов ходовых прототипов. По дизайну первые из них существенно отличались от будущих серийных автомобилей: боковины кузова были гладкими, как на «Победе». Впрочем, на столь длинном (5530 мм) кузове такое стилистическое решение смотрелось невыигрышно — боковина получилась слишком монотонной, автомобиль значительно терял в динамизме и элегантности формы. Кроме того, заднее сиденье, при принятой компоновке располагавшееся целиком между арок задних колёс, получалось тесным, на нём не удавалось разместить более двух пассажиров.
Поэтому было принято решение, сохранив понтонную форму кузова, по аналогии с новейшими американскими автомобилями 1948-49 модельных годов разделить «понтон» на две части — передняя плавно сужалась на участке от передних колёс до конца проёма задней двери, а на задней для размещения арок задних колёс были выполнены широкие выштамповки, имитирующие отдельные задние крылья (так называемые «закрылки»). В сочетании с несколькими блестящими орнаментами (накладками и молдингами) это позволило зрительно «разбить» длинную боковину кузова, придав ему красивые пропорции и более динамичный внешний вид, а также — вынести наружу арки задних колёс, благодаря чему появилась возможность на заднем сиденье разместить трёх человек, сделав автомобиль семиместным. Правда, использование боковины с «закрылками» лишило автомобиль определённой доли внешней индивидуальности — такой дизайнерский приём на тот момент принадлежал к весьма распространённым на иностранных моделях, но в те годы это не воспринималось как недостаток.
Кроме того, поздние прототипы отличались клетчатой решёткой радиатора, стилистически близкой к моделям фирмы Cadillac образца 1948 года, в частности Cadillac Fleetwood 60 special. Более ранние прототипы имели полосную радиаторную решётку в стиле «Кадиллаков» устаревшей модели 1946-47 годов.
Первый показ автомобиля состоялся во время праздничной демонстрации 7 ноября 1948 года в Горьком. 10 мая 1949 года в Кремле опытные образцы продемонстрировали высшему руководству страны, получив в целом положительную оценку. А летом следующего года автомобили можно было увидеть на выставке «Автотракторная промышленность СССР» в Москве.

### Постановка в производство
13 октября 1950 года была собрана первая промышленная партия ГАЗ-12. В 1951 году проведены государственные испытания трёх автомобилей с полной нагрузкой. Пробег каждого автомобиля составил 21 072 км.
Автомобиль выпускался с 1949 до 1959 года в версии с кузовами «седан» и «седан-такси», в версии санитарного автомобиля с кузовом «хетчбэк» — до 1960.
Всего было выпущено 21 527 машин.

## Обзор модификаций

### Название автомобиля
До 1957 года модель обозначалась только как ЗИМ (аббревиатура названия завода — «Завод имени Молотова», писалась заглавными буквами), название ГАЗ-12 было сугубо внутризаводским. На заводской табличке автомобиля значилось: Автомобиль ЗИМ (ГАЗ-12). Но после разгрома «антипартийной группы» Молотова, Маленкова, Кагановича и примкнувшего к ним Шепилова — имя Молотова было исключено из названия завода. Автомобиль стал именоваться по заводскому обозначению: ГАЗ-12. Тогда центральные аппаратчики, желавшие продемонстрировать свою поддержку курсу партии, предпочитали заменять шильды и эмблемы «ЗИМ» на новые — «ГАЗ». В частном секторе и на периферии власти к политическим изменениям конструкции автомобиля относились индифферентно — во многом благодаря этому многие машины ранних выпусков дошли до наших дней с изначальными эмблемами ЗИМ.

### Серийные
- ГАЗ-12А — такси с отделкой салона искусственной кожей. Ввиду высокой стоимости — в полтора раза большей по сравнению с «Победой» — было выпущено относительно немного[12]. ГАЗ-12А использовались преимущественно в качестве маршрутных такси, в том числе на междугородных линиях.
- ГАЗ-12Б — санитарный вариант, выпускался с 1951 по 1960 год. Машины окрашивались в светло-бежевый цвет[12], кроме того, внешне отличались от обычного седана внешними петлями крышки багажника, которая раскрывалась на большой угол и позволяла вкатывать в салон автомобиля носилки. Данная модификация представлена в Музейном комплексе УГМК (Свердловская область, г. Верхняя Пышма).

### Опытные и несерийные
- ГАЗ-12 с кузовом «фаэтон» — в 1949 году были изготовлены два экспериментальных образца, но до серийного производства доведён не был ввиду трудностей с обеспечением требуемой жёсткости открытого несущего кузова[12].

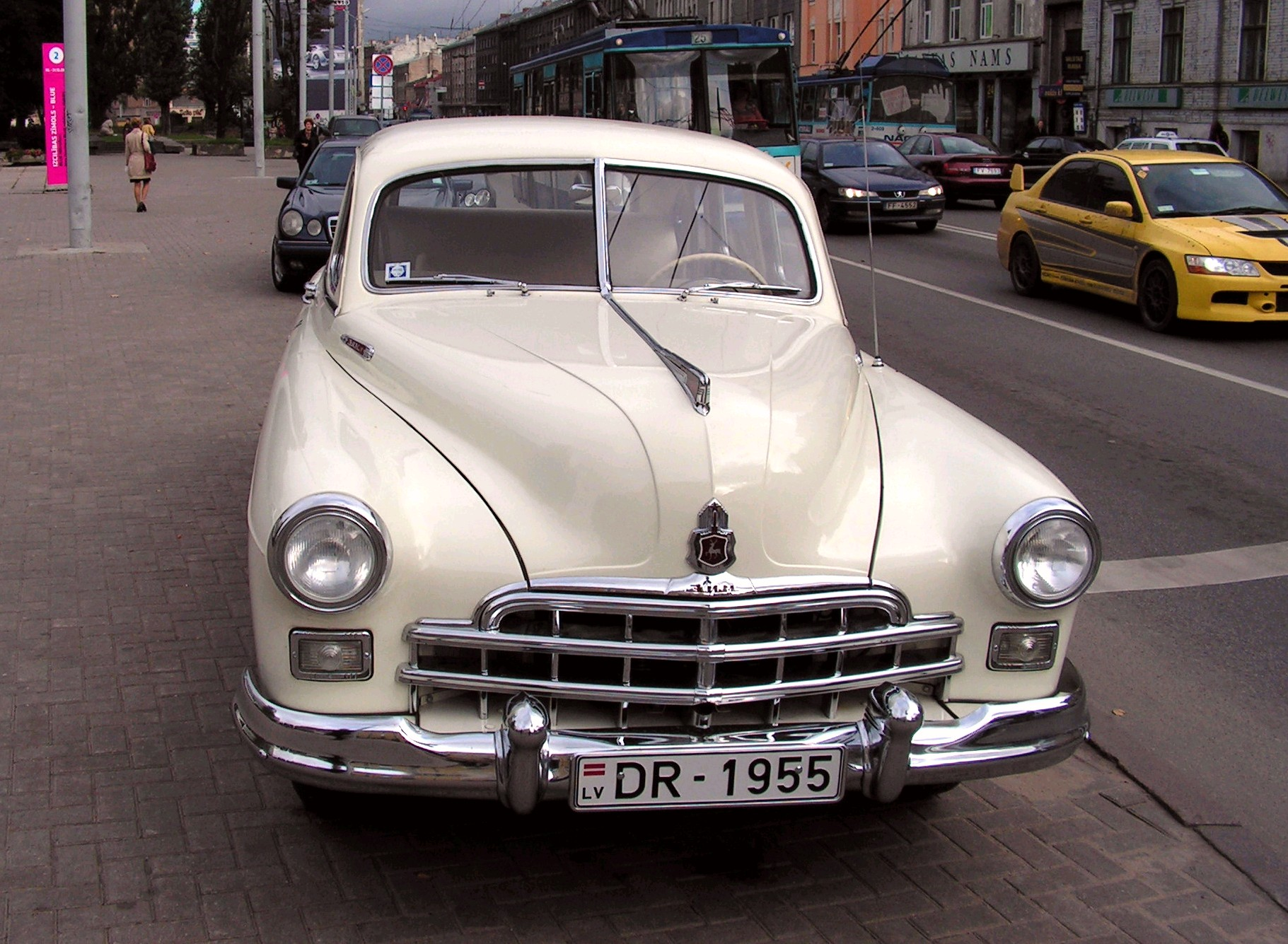
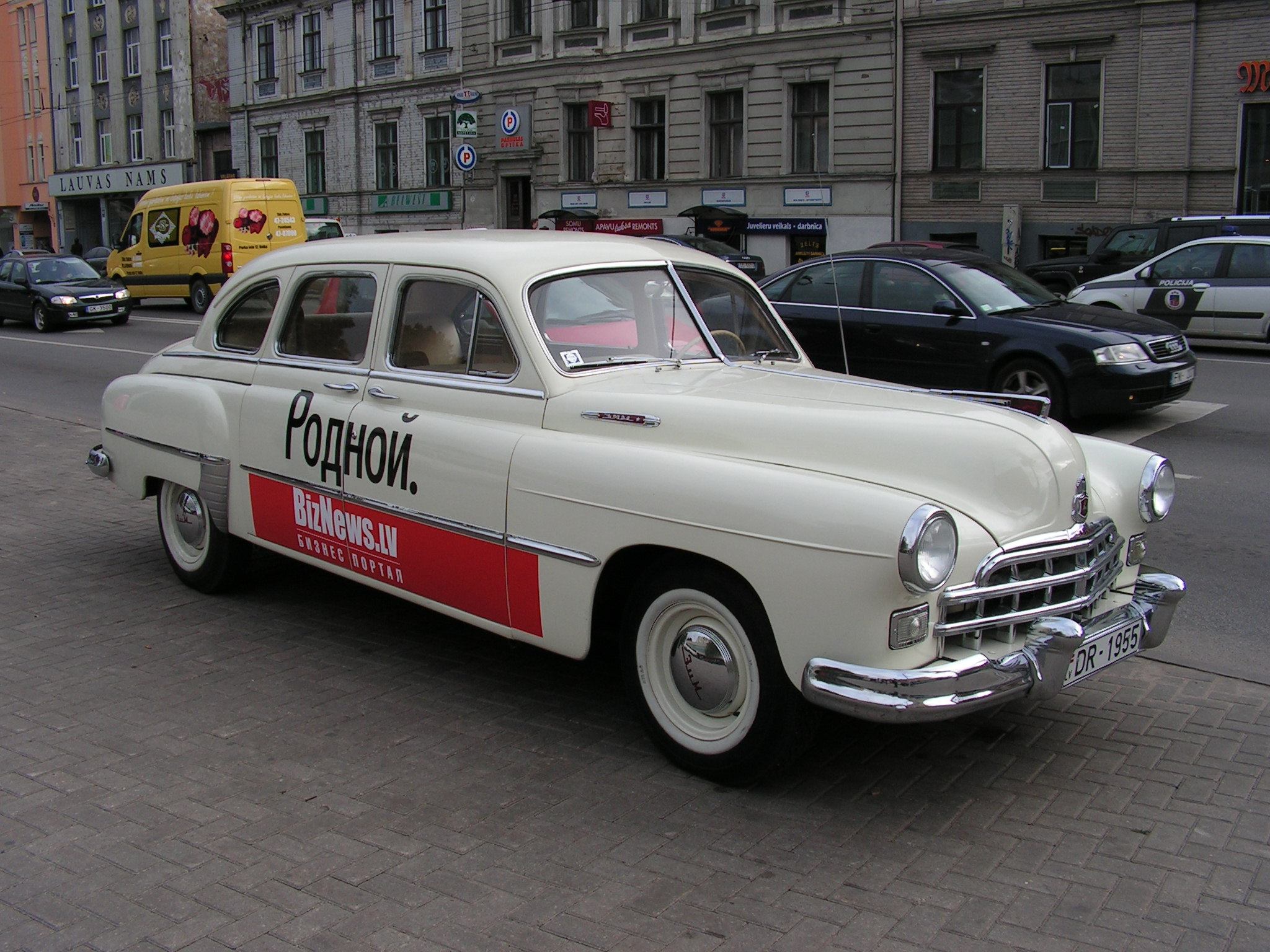
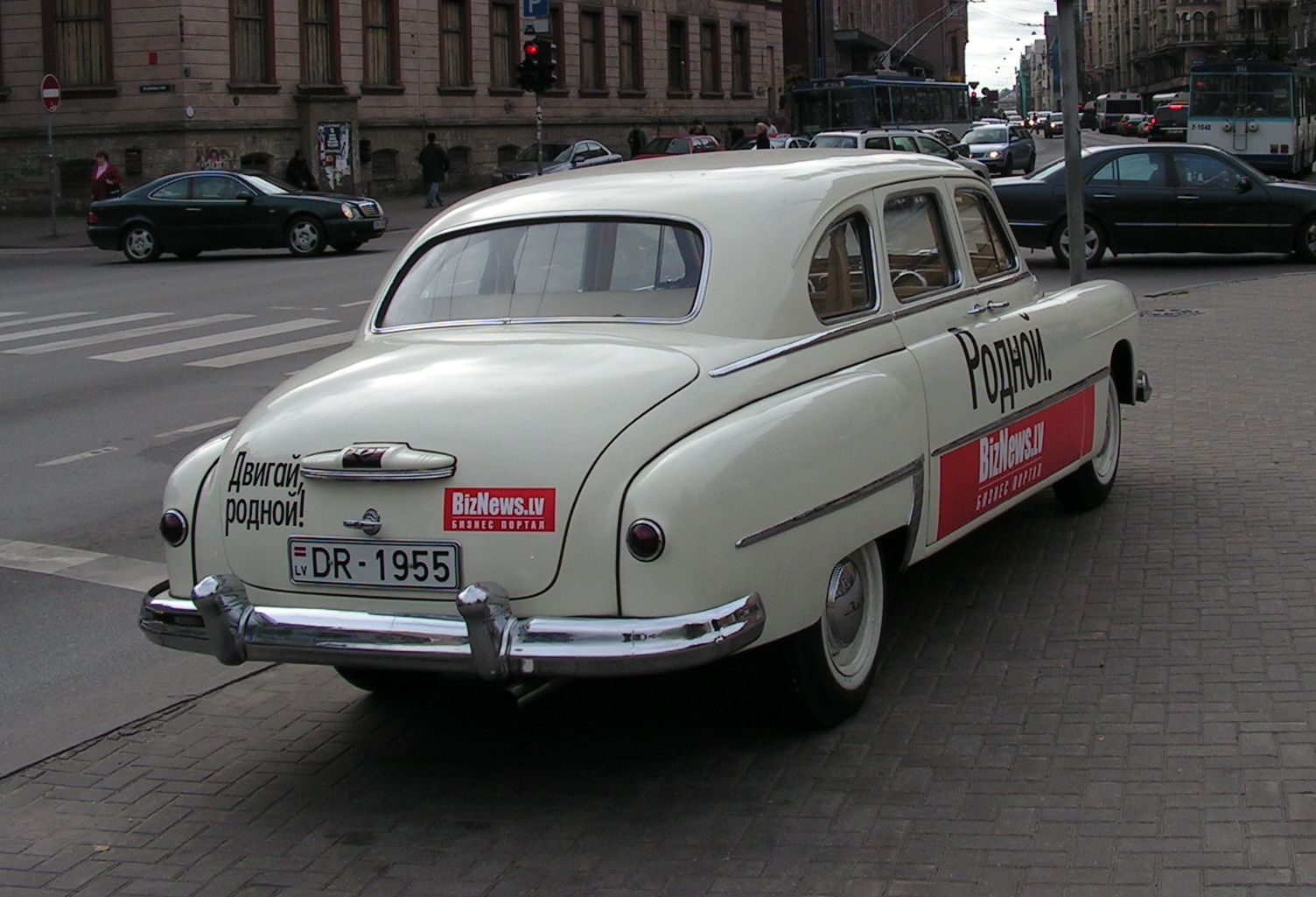

### Дрезины

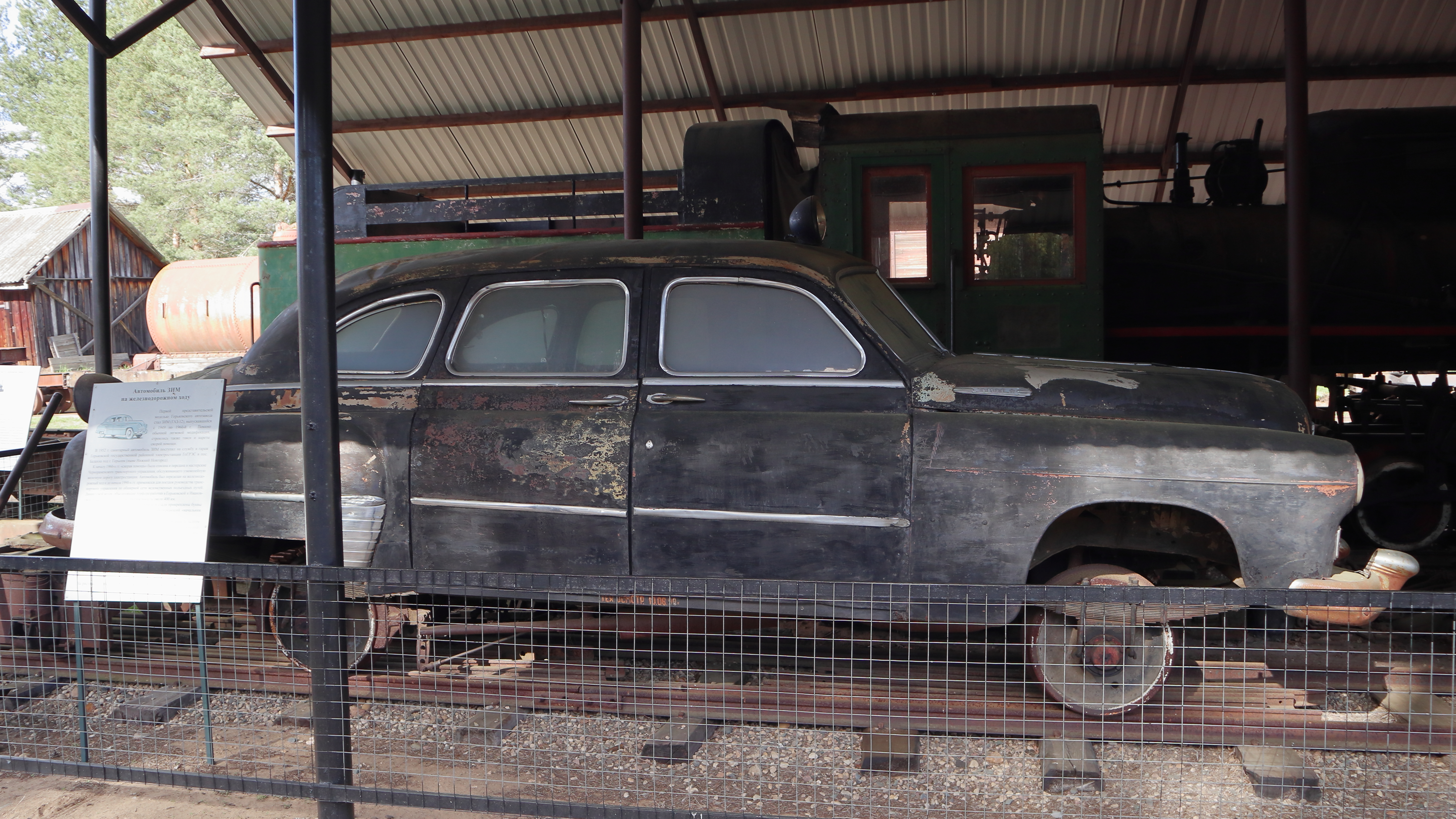
Автомобиль ЗИМ на железнодорожном ходу в Переславском музее

Достоверно известно как минимум о двух экземплярах, переделанных в дрезины для передвижения по узкоколейным железным дорогам колеи 750 мм. Один экземпляр сохранился в Переславском музее. Дрезина была изготовлена для начальника Балахнинского торфопредприятия в 50-е годы на основе санитарной версии ЗИМ. Подъемно-поворотным механизмом не оборудовалась. Дополнительно на задних крыльях устанавливались две фары для движения назад, коробка передач от грузовика, железнодорожные колодочные тормоза, управление которым осуществлялось с помощью рулевого колеса. Впереди на крыше устанавливалась фара-искатель, по типу имеющихся на «скорой».  Экспонат доставлен с Чернораменской УЖД Горьковторфа, где таких дрезин было несколько.

## Обзор конструкции

### Силовой агрегат
Из-за сжатых сроков проектирования, с самого начала ставка была сделана на высокую унификацию (до 50 % деталей) с остальными автомобилями ГАЗ — легковой «Победой» и грузовиком ГАЗ-51.
Соображения топливной экономии, соблюдение сложившегося типажа отечественных легковых автомобилей («Победа» — четыре цилиндра, ЗИС — восемь, — находящаяся между ними машина по логике должна была быть шестицилиндровой) и наличие в производстве неплохого шестицилиндрового рядного двигателя ГАЗ-11 заставили конструкторов использовать шестицилиндровый двигатель, хотя более сообразным размерам и массе проектируемого автомобиля был бы восьмицилиндровый.
Двигатель ГАЗ-12 представлял собой развитие довоенного ГАЗ-11 и был в целом конструктивно аналогичен двигателю грузовика ГАЗ-51, но имел повышенную степень сжатия (6,7 — бензин с октановым числом 70-72), алюминиевую головку цилиндров и сдвоенный карбюратор. В двигателе ГАЗ-12 был устранён главный недостаток моторов ГАЗ-51 — выход из строя шатунных вкладышей при больших оборотах, посредством установки симметричных шатунов.
Двигатель «Победы», в свою очередь, представлял собой четырёхцилиндровую версию того же двигателя ГАЗ-11, но с уменьшенным со 110 до 100 мм ходом поршня (первый шаг на пути к более оборотистому «квадратному» сечению, достигнутому впоследствии на ЗМЗ-21А «Волги»). Таким образом, все автомобили ГАЗ тех лет имели практически полностью унифицированные по запчастям двигатели, отличные помимо навесного оборудования практически только количеством цилиндров. Разумеется, эта унификация ощутимо упрощала эксплуатацию, обслуживание и ремонт автотранспорта.
Модификации двигателя ГАЗ-12 использовались впоследствии на автобусе ПАЗ-652Б, гусеничном вездеходе ГАЗ-47, и колёсных бронетранспортёрах БТР-40 (двигатель ГАЗ-40) и БТР-60П (-60ПБ), где использовался сдвоенный агрегат — два форсированных мотора ГАЗ-40П).

### Силовая передача
Для ЗИМа была разработана новая коробка передач, впервые в истории завода имевшая синхронизаторы (на II и III передачах) и переключение рычагом, расположенным на рулевой колонке — такой была тогдашняя американская мода (которой следовало и множество европейских производителей).
С 1950 года новую коробку передач стали ставить и на «Победу», кроме того, позднее её варианты использовались на автомобилях ГАЗ-21, ГАЗ-22, ГАЗ-69, РАФ-977, ЕрАЗ-762 и других. Это обеспечивало высочайшую степень унификации деталей и очень сильно облегчало обслуживание автомобилей, а огромный запас прочности, заложенный при проектировании этого агрегата, рассчитанного изначально на шестицилиндровый двигатель с большим крутящим моментом, обеспечил КПП огромный ресурс при работе в паре с четырёхцилиндровыми двигателями.
Оригинальным конструктивным решением, примененным на ГАЗ-12 и не имеющем аналогов в отечественном легковом автомобилестроении, была гидромуфта — агрегат трансмиссии, располагавшийся между двигателем и сцеплением, и представлявший собой картер, заполненный специальным маслом, в котором вращались не связанные друг с другом механически два ротора в форме половины тороида, разделённые лопатками на 48 отсеков (насосный ротор, игравший роль маховика) и 44 отсека (турбинный ротор, к нему крепился облегченный маховик и обычное фрикционное сцепление). Между внутренними торцами роторов существовал небольшой зазор.
При работе двигатель крутил насосное колесо, которое создавало в картере движение жидкости, приводившее во вращение турбинное колесо, при этом допускалось их взаимное проскальзывание. Имевшие при этом место потери энергии при невысокой частоте вращения были практически незаметны, ведь максимальные обороты нижнеклапанного двигателя ЗИМа составляли всего 3600 об./мин.
Гидромуфта не была аналогом автоматической трансмиссии, в те времена уже появившейся в Америке, и не увеличивала крутящий момент, подобно гидротрансформатору; но и она давала автомобилю немало эксплуатационных преимуществ.
ЗИМ мог стартовать с любой передачи из имеющихся трёх — заводской инструкцией рекомендовалось трогаться со второй передачи, а первую использовать только в тяжёлых дорожных условиях и на подъёмах. Эластичность при движении на прямой-третьей передаче была просто удивительна. Автомобиль трогался с места плавно и безо всяких рывков. ЗИМ можно было затормозить до полной остановки, не выключая передачи, после чего начать движение можно было просто отпустив тормоз и нажав на акселератор — гидромуфта не образовывала постоянной жёсткой связи между трансмиссией и двигателем, не давая двигателю заглохнуть при остановке — роторы гидромуфты начинали проскальзывать друг относительно друга (насосный вращался двигателем, а турбинный был застопорен вместе с трансмиссией), играя таким образом роль второго, автоматического сцепления.
В отличие от появившейся на «Волге» ГАЗ-21 автоматической коробки передач на основе гидротрансформатора, гидромуфта не требовала никакого специального обслуживания и дефицитных смазочных материалов, а ресурс её был практически неограничен.
Помимо преимуществ, этот трансмиссионный агрегат сообщал автомобилю и отдельные недостатки. Главным было то, что для удержания машины на месте при остановке на уклоне можно было использовать только стояночный тормоз — без этого даже при включённой передаче ЗИМ легко начинал катиться. Это предъявляло высокие требования к техническому состоянию ручного тормозного механизма, а в мороз включение стояночного тормоза на длительное время могло привести к примерзанию тормозных колодок к барабанам. Более эффективным способом удержать машину на месте было использование призм-упоров — они прилагались к каждому автомобилю. Этот недостаток был характерен и для многих ранних автоматических трансмиссий, не имевших положения «P» («Park», «Парковка»).
Впоследствии гидромуфта была применена на карьерном самосвале МАЗ-525.
Впервые в отрасли на ГАЗ-12 был применен гипоидный задний мост с неразъёмным картером, что в сочетании с двухзвенным карданным валом позволило сильно понизить уровень пола и практически убрать туннель для карданного вала, а также значительно снизить уровень шума от работы главной пары моста по сравнению с конической передачей «Победы».
Были у этого решения и минусы — гипоидный задний мост выходит из строя после нескольких минут работы на обычном трансмиссионном масле, так как для него требуется особое, довольно редкое тогда, гипоидное, ввиду того, что особенности работы гипоидных шестерен требуют очень высоких противозадирных характеристик масла; увеличилось количество точек смазки за счёт введения дополнительного сочленения карданного вала, усложнилась его балансировка.

### Шасси
Независимая пружинная шкворневая передняя подвеска была выполнена по типу подвески «Победы» (в свою очередь, выполненной по типу Opel Kapitän модели 1938 года) и принципиально не отличалась от неё. Задняя подвеска отличалась от «Победы» также лишь в деталях. Амортизаторы по-прежнему были рычажными. Рулевая трапеция была разработана заново при сохранении общей схемы.

### Прочее
Среди новинок также были: 15-дюймовые ободы колёс, тормоза с двумя ведущими колодками, гнутое заднее стекло (переднее осталось V-образным), масляный радиатор в системе смазки двигателя, полуоси фланцевого типа, и так далее.
Капот у ЗИМа мог открываться на любую из сторон, либо сниматься вовсе.

### Дизайн
Особого упоминания заслуживает дизайн автомобиля. Ему при разработке уделялось особое внимание. По сравнению с простоватой «Победой», с минимумом хромированного декора и обобщёнными формами, ЗИМ приятно удивляет элегантными линиями, роскошным стайлингом в американском стиле, вниманием к мелочам (которые и определяют в целом восприятие автомобиля), обилием хрома в отделке как экстерьера, так и интерьера.
Автомобиль был окрашен с лучшим доступным для ГАЗ-а качеством нитроэмалями в 7 слоев с ручной полировкой каждого. Цветовая гамма была не богата: автомобили красились в основном в чёрный, редко — белый и тёмно-зелёный цвета. Такси имели обычно серый цвет, а «скорые помощи» — цвет «слоновой кости». На экспорт предлагались также вишнёвые, зелёные и серые автомобили, а также двухцветные комбинации. Для Китая была выполнена партия автомобилей популярного там синего цвета, традиционно символизирующего удачу и успех. Шины с белыми боковинами закупались в США и устанавливались только на выставочные образцы.
Автомобиль выглядел для 1950 года вполне в рамках тогдашней автомобильной моды, внешне перекликаясь со многими американскими моделями среднего-высшего класса, и превосходил по новизне дизайна американские автомобили отдельных марок, а также бо́льшую часть продукции европейских фирм (которая в основном была разработана ещё до Второй мировой войны).
Впоследствии внешность автомобиля стала достаточно быстро устаревать, особенно такие её элементы, как V-образное лобовое стекло или задняя светотехника. В 1955 модельном году американский автомобильный дизайн резко продвинулся вперёд, и кузова, разработанные одновременно с ЗИМом и похожие по стилю, были повсеместно сняты с производства.
При этом агрегатная часть могла считаться устаревшей ещё к середине первой половины 1950-х, так как нижнеклапанный двигатель и механическая коробка передач на машинах такого класса в те годы стремительно вытеснялись верхнеклапанными двигателями и автоматическими КПП (впрочем, концерн Chrysler ставил аналогичный нижнеклапанный мотор на свои автомобили до 1959 модельного года включительно, а настоящая автоматическая трансмиссия PowerFlight вместо бывшей аналогом ЗИМовской Fluid-o-matic на «Крайслерах» впервые появилась лишь в 1954).
К окончанию своего выпуска в 1959 году (базовый седан) ЗИМ успел окончательно устареть и технически, и внешне. Кареты скорой помощи на его базе с кузовом «эмбюлэнс-хетчбэк» выпускались ещё до 1960 года.

### Оборудование кузова
Салон автомобиля ЗИМ был оборудован и отделан с наилучшим доступным на серийной модели ГАЗ-а тщанием и качеством. Ткань (плотный драп типа шинельного сукна) приглушённых оттенков — серого, бежевого, нежно-зелёного, лилового; пластик «под слоновую кость». Все металлические части были отделаны декоративным покрытием, вполне реалистично имитирующим лакированные деревянные панели.
Стандартным оснащением был трёхдиапазонный радиоприёмник с высокой для того времени чувствительностью (шестиламповый супергетеродин). Однако он имел и недостатки — большое потребление электроэнергии. Пользование приёмником в течение 2-3 часов при неработающем моторе приводило к полному разряду батареи (собственно, характерный недостаток всех ламповых автомобильных приёмников). Сиденье водителя (диван) было жёстко закреплено на месте и опиралось на поперечины кузова, дополнительно его укреплявшие — настоящей перегородки в кузове не было, что не позволяет назвать его лимузином. Места за рулём было не очень много. Зато пассажирское отделение было весьма просторным — сравнимо по простору с лимузином высшего класса ЗИС-110 — и содержало посадочные места для пяти человек — трое на заднем диване, двое на откидных сиденьях — «страпонтенах», убиравшихся в спинку переднего сиденья. 
Такси и «скорые помощи» имели, как правило, упрощённую отделку с окраской металлических панелей в цвет кузова и дерматиновой обивкой, на большую часть машин-такси устанавливался таксометр.
Высокий потолок и большая ширина делали салон ЗИМа очень вместительным, просторным и комфортабельным. Особенно удобным было заднее сиденье, рассчитанное на удобную, свободную посадку троих пассажиров. Задние двери открывались по ходу движения, что в сочетании с высокими дверными проёмами и задним диваном, практически полностью вынесенным назад за дверные проёмы, делало вход и выход пассажиров весьма удобным.
Интерьер автомобиля имел многие роскошные, по меркам тех лет, элементы — отопление и вентиляцию задней части салона в дополнение к передней, с отдельным вентилятором, реостат которого находился сзади же, для удобства пассажиров; широкие подлокотники для задних пассажиров, четыре пепельницы, мягкие поручни в спинке заднего дивана и по бокам, дополнительную подсветку, отдельный прикуриватель в пассажирском отделении и так далее.
В отличие от ножного механического включения стартера на «Победе», кнопка-толкатель которого располагалась над педалью газа, на ГАЗ-12 двигатель заводился электрическим приводом — от кнопки, расположенной слева на панели приборов.

## Проекты модернизации

ЗИМ-12В — проект модернизации ЗИМа

В 1956 году, уже в ходе работ над «Чайкой» ГАЗ-13, был разработан проект модернизации ЗИМа под обозначением ЗИМ-12В. Изменения в дизайне предполагали быть в основном косметическими — цельное лобовое стекло, более изящные ободки фар, окрашенные под цвет кузова, более обобщённая клетчатая решётка радиатора, другие колпаки, молдинги на боковине, изменённое оформление задка и так далее. Вместе с тем, планировалось увеличить мощность двигателя, улучшить тормозные свойства автомобиля и внедрить автоматическую трансмиссию от «Волги».
Однако вскоре стало ясно, что стиль автомобиля устарел безнадёжно, внешняя модернизация существенно осовременить его уже не сможет, и расходовать ресурсы на модернизацию, когда до начала выпуска новой модели оставалось всего несколько лет, посчитали нерациональным.

## Эксплуатация

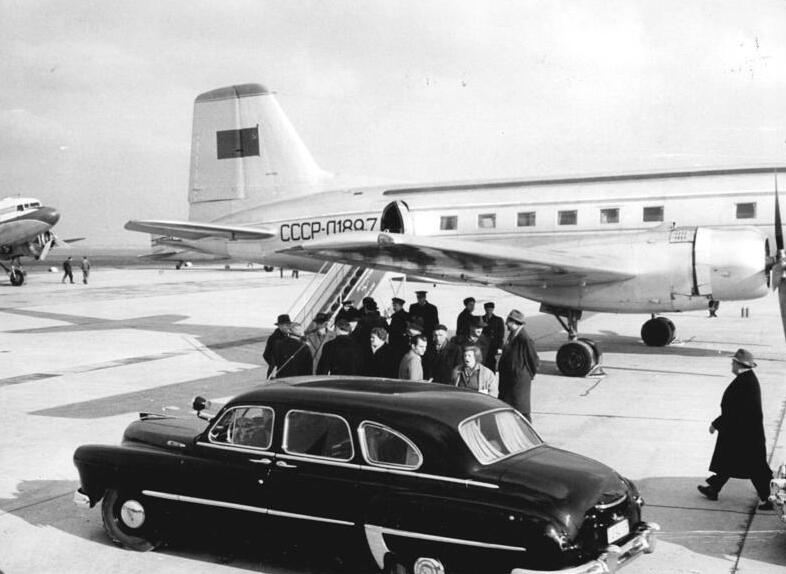
ЗИМ, поданный к трапу самолёта Ил-14М. 1957 год, Лейпциг, ГДР

Элегантный автомобиль использовался не только высокопоставленной бюрократией, но и видными работниками культуры, науки и искусства. Кроме того, ЗИМ — это единственная модель такого класса, ставшая товаром народного потребления, то есть поступившая в открытую продажу. Ни с последующей «Чайкой», ни с ЗИСами такого не было. Правда, цена в 40 тысяч рублей — в два с половиной раза дороже «Победы» — делала машину менее доступной для потребителя. Ещё одна модификация — с открытым кузовом «кабриолет» — была построена в 1951 году в порядке эксперимента, всего в двух экземплярах.

### Работа в таксопарках
Первые такси-ЗИМ появились в Москве летом 1952 года для обслуживания международного экономического совещания. Они были окрашены в светло-серый цвет с белой полосой шашечек. В 1956 году в 1-й московский таксопарк поступило 300 автомобилей ЗИМ. В 1958 году их насчитывалось 328. Они эксплуатировались в Москве до 1960 года. 
В Ленинграде первые 30 ЗИМов-такси появились в июне 1955 г., в 1956 г. их было 59, в 1957-м - 117, в 1959-м - 177. Последние единичные ЗИМы-такси в Ленинграде работали до лета 1964 г. ЗИМы-такси, как правило, были чёрного цвета с поясом из белых шашечек. В конце 1950-х годов на дверцах ЗИМов, переделанных в такси из персональных машин, две полосы шашечек разделялись на дверцах кругом с буквой Т в центре. Счётчик ТА-49 размещался на полу. Поскольку стоимость проезда на ЗИМе была существенно выше, чем на обычной «Победе», в основном на них ездили в складчину; впоследствии ЗИМы в основном были переданы в маршрутное такси, работавшее на фиксированных маршрутах, правда, недостаточная вместимость — всего 6 человек, из которых двое сидели на неудобных откидных страпонтенах — привела к их достаточно быстрой замене на микроавтобусы РАФ-977, более компактные, вместительные и экономичные (с 1959 года). Такси ЗИМ использовались и в других городах. Например, в Минске они появились 23 октября 1954 года.

### Продажа в личное пользование
Автомобиль ЗИМ был самым демократичным из всех советских автомобилей большого класса: в отличие от последовавших за ним «Чаек», он достаточно массово использовался в такси и службе скорой помощи, продавался населению.
Цена автомобиля составляла до реформы 1961 года 40 000 руб., целое состояние при тогдашней средней зарплате, при том, что престижная «Победа» стоила 16 000 руб. (позже 25 000 руб.), а «Москвич-400» — 9 000 руб. (позже 11 000 руб.). Так что очередей за ЗИМами тогда просто не было, а их основными покупателями были советская научная и творческая элита из числа тех, кому напрямую персональный автомобиль не полагался. Тем не менее, такие «частные» автомобили управлялись зачастую персональными водителями, обслуживались и хранились в государственных гаражах. По архивным данным, опубликованным А. Лекае, себестоимость изготовления каждого ЗИМа составляла в районе 80 000 руб., то есть, превышала назначенную автомобилю розничную цену примерно вдвое.
Более того, с подачи И. В. Сталина, к ордену Ленина, вручённому за 25 лет безупречной службы, офицерам и полным старшинам (главным корабельным старшинам), полагалась выплата выходного пособия. Однако министерство финансов СССР не смогло окончательно определиться с размером этого пособия, и тогда было решено, наряду с орденом Ленина, награждать автомобилем ЗИМ в правительственной комплектации. Любопытно, что Н. С. Хрущёв, придя к власти, всю эту наградную систему за выслугу лет немедленно отменил.
Уже в начале 1970-х годов после массового списания ЗИМов из госучреждений и такси их покупали частники как обычные машины. Цена ГАЗ-12 не превышала стоимости «Жигулей». Владельцы часто использовали эти автомобили для перевозки тяжестей, например, картофеля. Именно в это время большая часть сохранившихся ЗИМов потеряли свою историческую комплектацию, приобрела чужеродные агрегаты трансмиссии, двигатели от грузовиков и так далее, что делает комплектный ЗИМ в оригинальной, заводской комплектации весьма редким автомобилем и достаточно желанной находкой для коллекционера.

## Экспорт

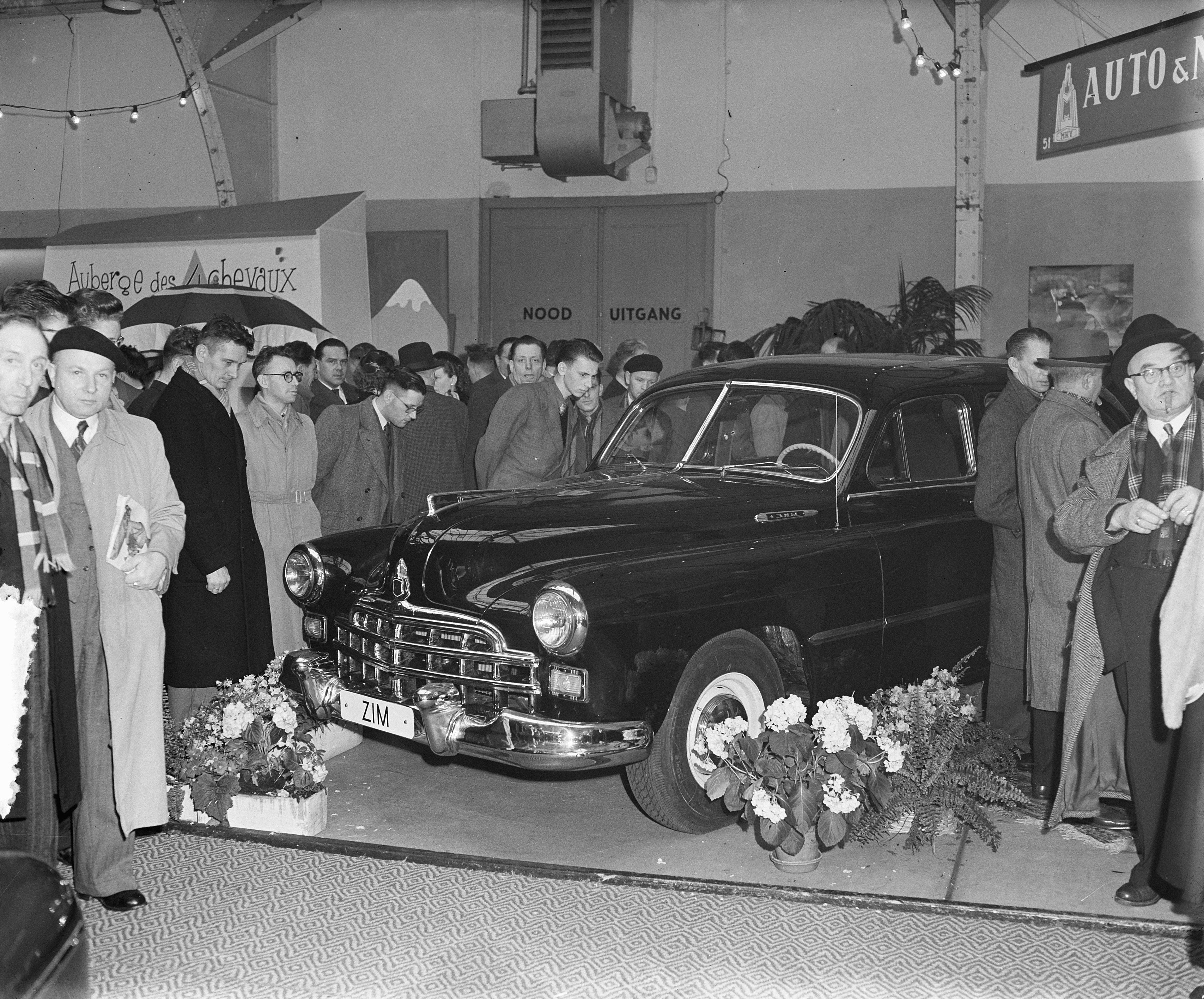
ЗИМ на автомобильной выставке в Амстердаме, 1954

Автомобили ЗИМ поставлялись на экспорт преимущественно в страны социалистического лагеря, а также в ряд капиталистических стран, например, Финляндию, Швецию.

## Спорт
Непосредственно на базе агрегатов ЗИМа не было построено спортивных автомобилей, но с использованием модернизированного двигателя ГАЗ-51 конструктором И. Я. Помогайбо на Харьковском заводе транспортного машиностроения строились гоночные автомобили серий «Дзержинец» и «Авангард». На этих автомобилях в 1952—1955 годах Помогайбо установил три всесоюзных рекорда скорости. Наивысшая достигнутая скорость составила 257,566 км/ч на дистанции 10 км.